# André Suarès
André Suarès, vlastním jménem Isaac Félix Suarès (12. červen 1868 Marseille – 7. září 1948 Saint-Maur-des-Fossés), byl francouzský básník, spisovatel, dramatik, esejista, kritik a autor životopisů.

## Život
Narodil se v bohaté židovské rodině v Marseille. Studoval na École normale supérieure, kde se spřátelil s Romainem Rollandem. Studia nedokončil a začal se živit psaním kritik a další novinářskou prací. Při Dreyfusově aféře se aktivně zapojil po boku Emila Zoly ve prospěch obviněného.
Byl členem skupiny básníků a spisovatelů, která se utvořila okolo redakce časopisu La Nouvelle Revue française. Dalšími členy skupiny byli např. André Gide, Charles Péguy, Henri Ghéon, Léon-Paul Fargue, Jacques Copeau.
Za druhé světové války se musel skrývat.

## Dílo

### Další pseudonymy
Používal řadu pseudonymů: Caërdal, ResSua, Félix Bangor, Ponce Bondel, William Makepace Bruce, Yves Scantrel, André de Séipse, ad.

## Spisy
- Le livre de l'émeraude En Bretagne, (1919) - novela
- Images de la grandeur, (1901)
- Sur la mort de mon frère, (1904)

### Básně
- Éloge d’Homère par Ronsard, (1886)
- Melodie, (1900, Airs)
- Štít zvěrokruhu, (1907, Le Bouclier du zodiaque) – básně v próze
- Rêves de l’ombre, (1937)
- Antiennes du Paraclet, (1946)

### Divadelní hry
- Les Pèlerins d’Emmaüs, (1893)
- La Tragédie d’Électre et Oreste, (1905)
- Kressida, (1913, Cressida)
- Helena u Archiméda, (Hélène chez Archimède), v roce 1955 vyšlo vydání této hry s 20 celostránkvými ilustracemi a dvěma ilustracemi v textu od Pabla Picassa.[3]
- Les bourdons sont en fleur, (1917)
- Polyxène (1925)

### Eseje
- Lettres d’un solitaire sur les maux du Temps, (1900)
- Voici l’homme, (1906)
- Essais, (1913)
- Idées et Visions, (1897-1923)
- Sur la vie, 3 díly, (1925 - 1928)
- Musique et poésie, (1928)
- Variables, (1929)
- Pohledy na Evropu, (1933, Vues sur l’Europe)
- Cité, nef de Paris, (1934)
- Valeurs, (1936)
- Poznámky, (1918, 1919, Remarques) – 2 svazky

### Cestopisy
- Kondotierova cesta do Itálie (1932, Le Voyage du Condottiere)

### Životopisy a životopisné studie
- Wagner (1899)
- Le Portrait d'Ibsen, (1909)
- Tolstoï vivant, (1911)
- Vues sur Napoleon, (1912)
- François Villon, (1913)
- Trois Hommes : Pascal, Ibsen, Dostoïevski (1913)
- Cervantes, (1916)
- Poète tragique : Portrait de Prsopéro, 1921, o W. Shakespearovi, ISBN 2-87686-055-4
- Debussy, (1922)
- Goethe le grand Européen, (1932)
- Tři velcí současníci, (1937, Trois Grands Vivants, Cervantes, Tolstoï, Baudelaire)

Dále napsal eseje o básníku Paulu Claudelovi, skladatelích Bachovi a Mozartovi.

### Korespondence
Byla vydána jeho korespondence s následujícími kolegy a přáteli: Paul Claudel (1951), Romain Rolland (1954), Charles Péguy (1961), André Gide (1963).

### České překlady
- Kressida – Helena - divadelní hry, překlad: Arnošt Procházka a Josef Richard Marek, KDA, svazek 117, Praha : Kamilla Neumannová, 1914
- Chrám lásky - eseje, překlad: Arnošt Procházka, KDA, svazek 159, Praha : Kamilla Neumannová, 1919
- Dostojevský překlad: Vojtěška Vaněčková, Praha : František Borový, 1920
- Láska a příroda, překlad: Jarmil Krecar, Praha : Ludvík Bradáč, 1921
- Napoleon, překlad: J. Zaorálek, Praha : Ludvík Bradáč, 1921
- Kondotierova cesta do Itálie, překlad: Josef Dostál, Praha : Symposion, 1926, 1934
- František Xaver Šalda přeložil esej o Stendhalovi (Kmen I., 1917 - 1918)
- François Villon, překlad: Drahomír Šajtar, překlad veršů: Božena Šajtarová, Praha : V. Šmidt, 1948